# Hi-Top Game
Hi-Top Game foi um console de videogame Clone do NES/Famicom, lançado pela indústria Milmar, no começo dos anos 1990. Foi um dos vários clones de videogames comercializados no Brasil nessa época.